# Władysław Czachórski

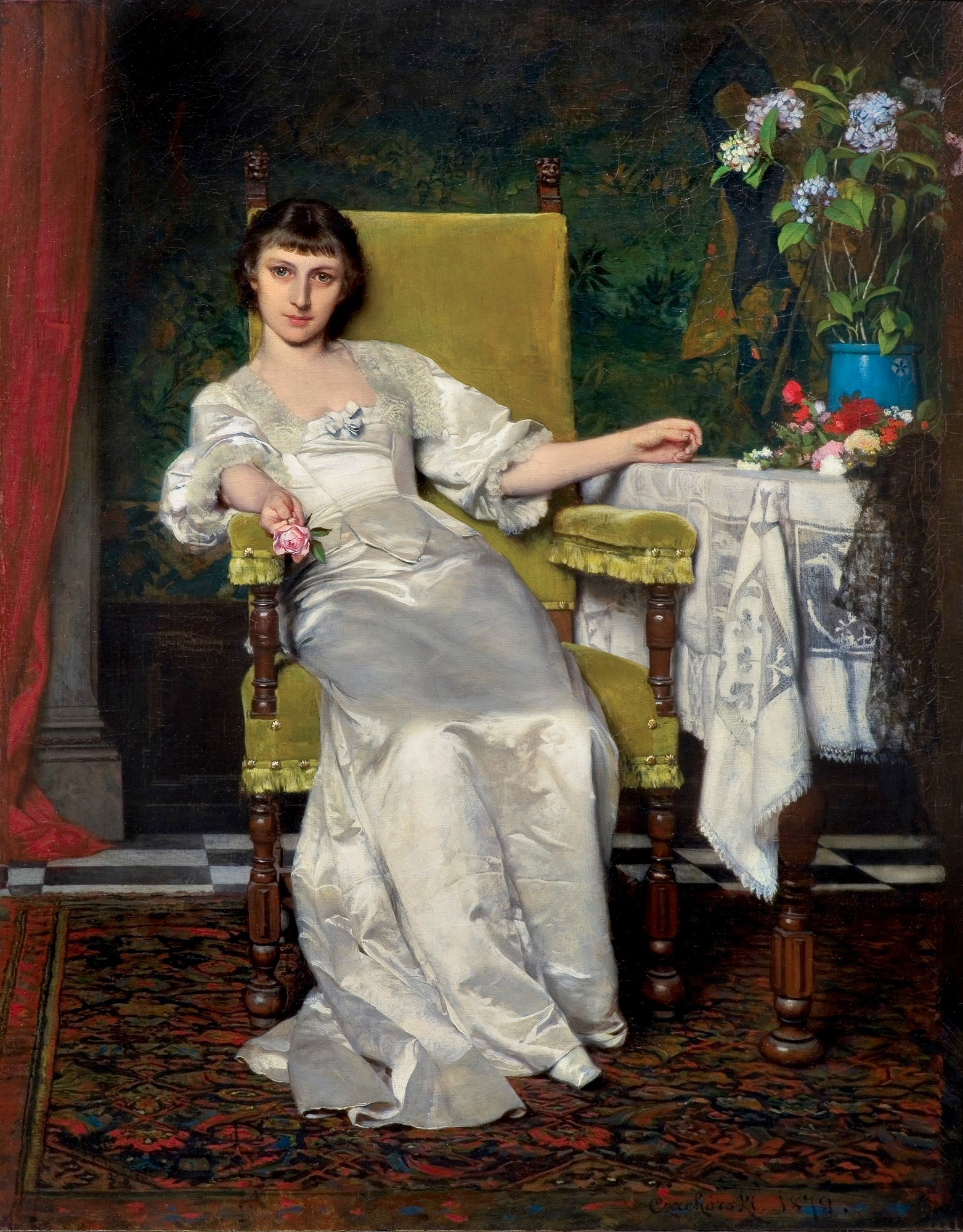
Una dama con una rosa (1879)

Władysław Czachórski (Lublin, 22 de septiembre de 1850-Múnich, 13 de enero de 1911) fue un pintor polaco de estilo académico.

## Biografía
En 1866 Czachorski asistió a la Escuela de Bellas Artes en Varsovia y tuvo a Rafał Hadziewicz como profesor. Después pasó un año en la Escuela Superior de Bellas Artes de Dresde, y desde ahí fue a la Academia de Bellas Artes de Múnich (1869–1873); otros de los que estudiaron ahí al mismo tiempo incluye a: Hermann Anschütz, Karl von Piloty y Alexander Wagner. Recibió la distinción magna cum laude de Múnich; procedió a viajar a Francia, Italia y Polonia después de su graduación. Mantuvo una membresía de la Academia de Berlín, siendo también organizador y juez de exhibiciones internacionales, aunque recidía en Múnich. Se le otorgó la Orden de San Miguel en 1893. Además, tuvo muchas exhibiciones de arte en Polonia, llevándose a cabo en Cracovia, Varsovia y Łódź. También exhibió en Leópolis, la capital de la Galicia austriaca. Después de su muerte en 1911, se hizo una exhibición póstuma en la Sociedad "Zachęta" de Bellas Artes de Varsovia.
Algunas de las obras más célebres de Czachórski fueron: bodegones, retratos pintados, y escenas de obras de William Shakespeare. De estas, El Funeral de Julieta (1873), Hamlet (1873), y más notablemente, Hamlet recibiendo a los actores (1875), fueron ampliamente reconocidas como sus mejores trabajos.

El distintivo del estilo de Czachórski, sin embargo, y las bases de su fama, son sus imágenes de mujeres jóvenes y hermosas en interiores ricos, pintadas con gran realismo. Él ha sido considerado por un largo tiempo el maestro de la representación de telas, joyas y otros detalles para crear una atmósfera de lujo y elegancia.

Sus pinturas pueden encontrarse en todos los museos más grandes y famosos de Polonia. Sus obras también aparecen en colecciones privadas en muchos países, incluyendo: Alemania (Bremen), Inglaterra y Estados Unidos. También pueden encontrarse en museos extranjeros como Lwów, Ucrania, y la Academia de San Carlos en Ciudad de México.

## Obras

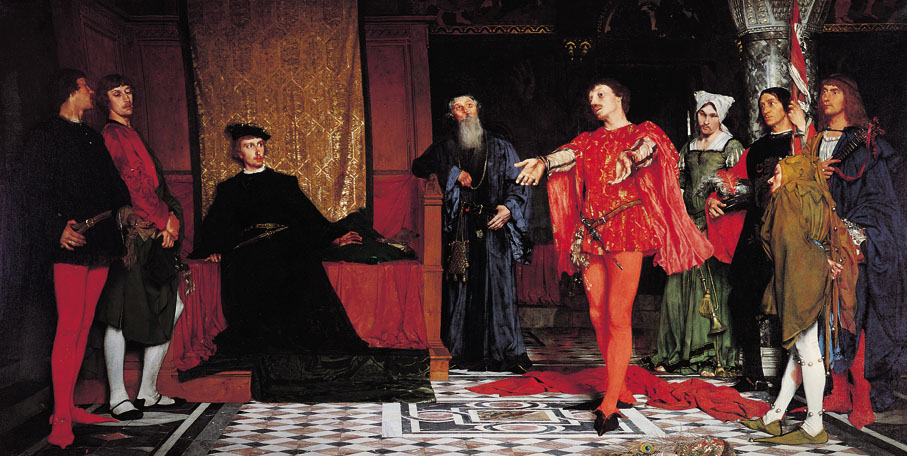
Hamlet recibiendo a los jugadores (1875) Museo Nacional de Varsovia
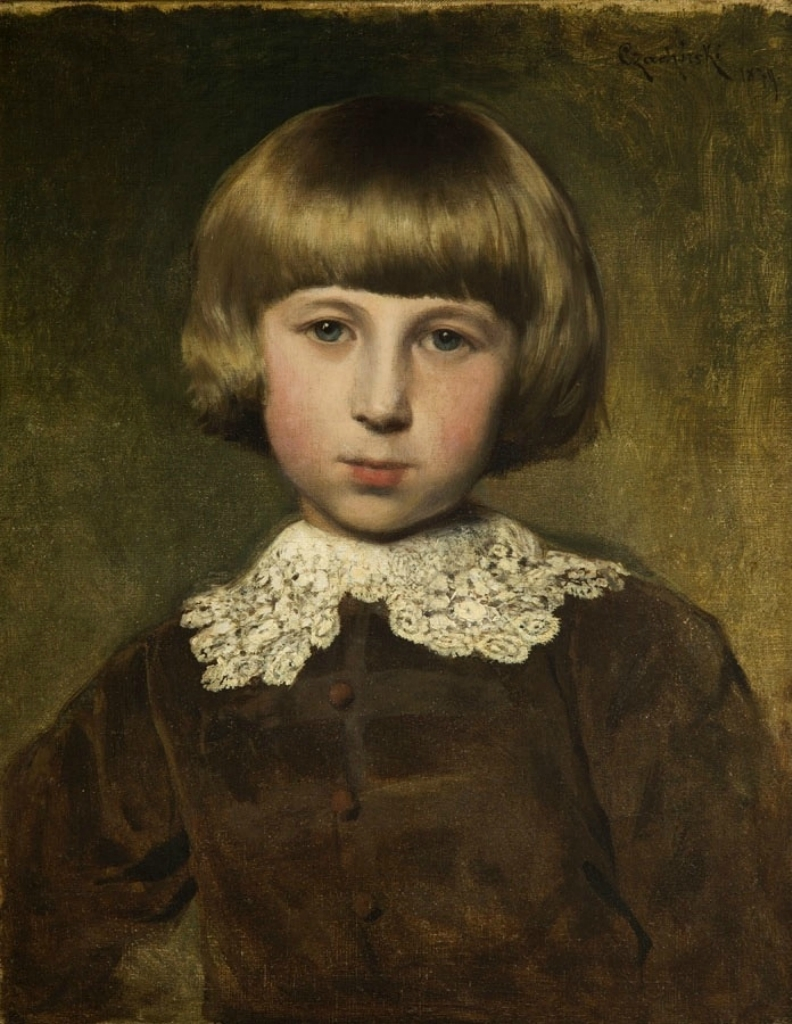
Retrato de Władek - hijo del pintor Władysław Szerner, 1879
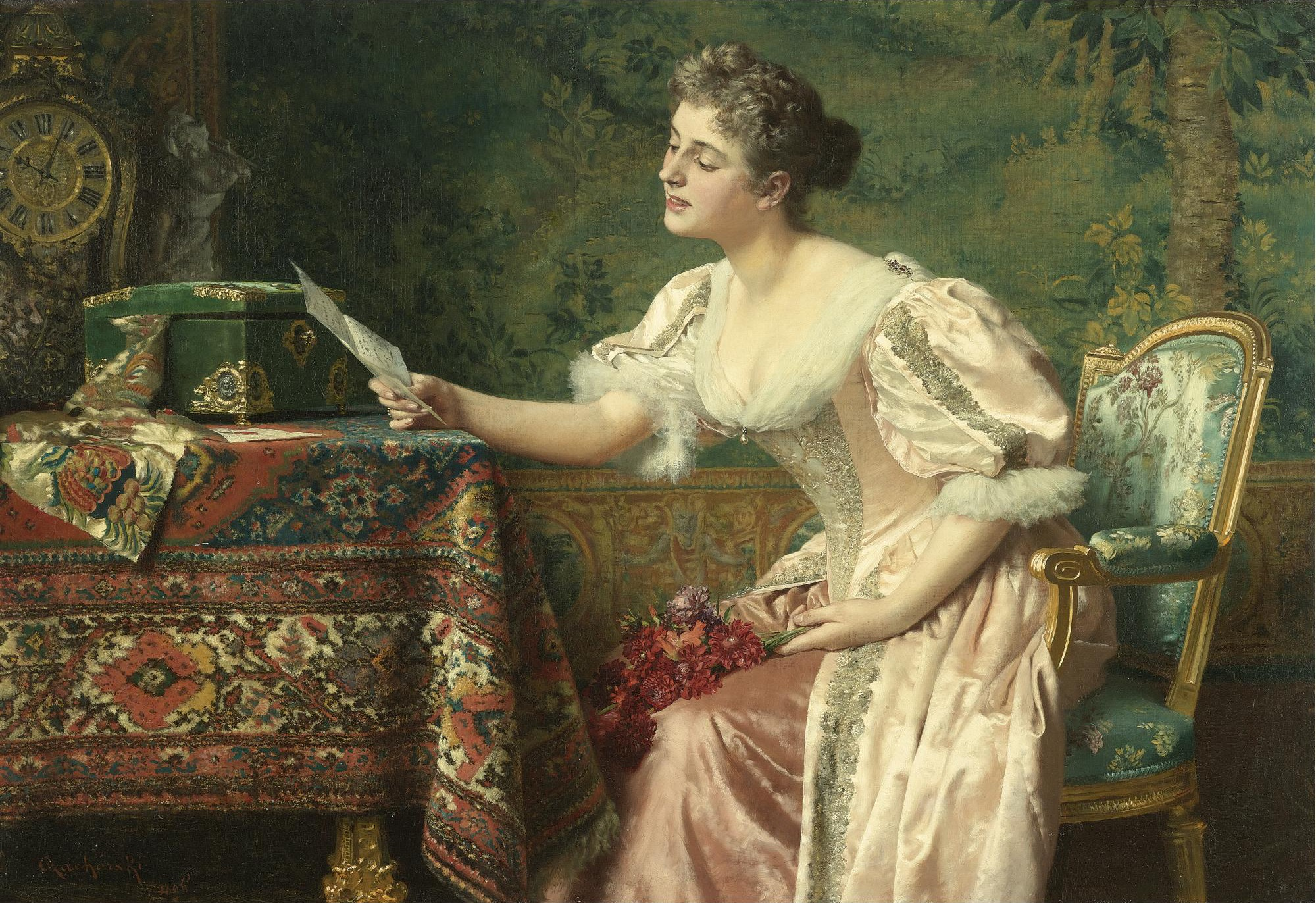
La Carta, 1896
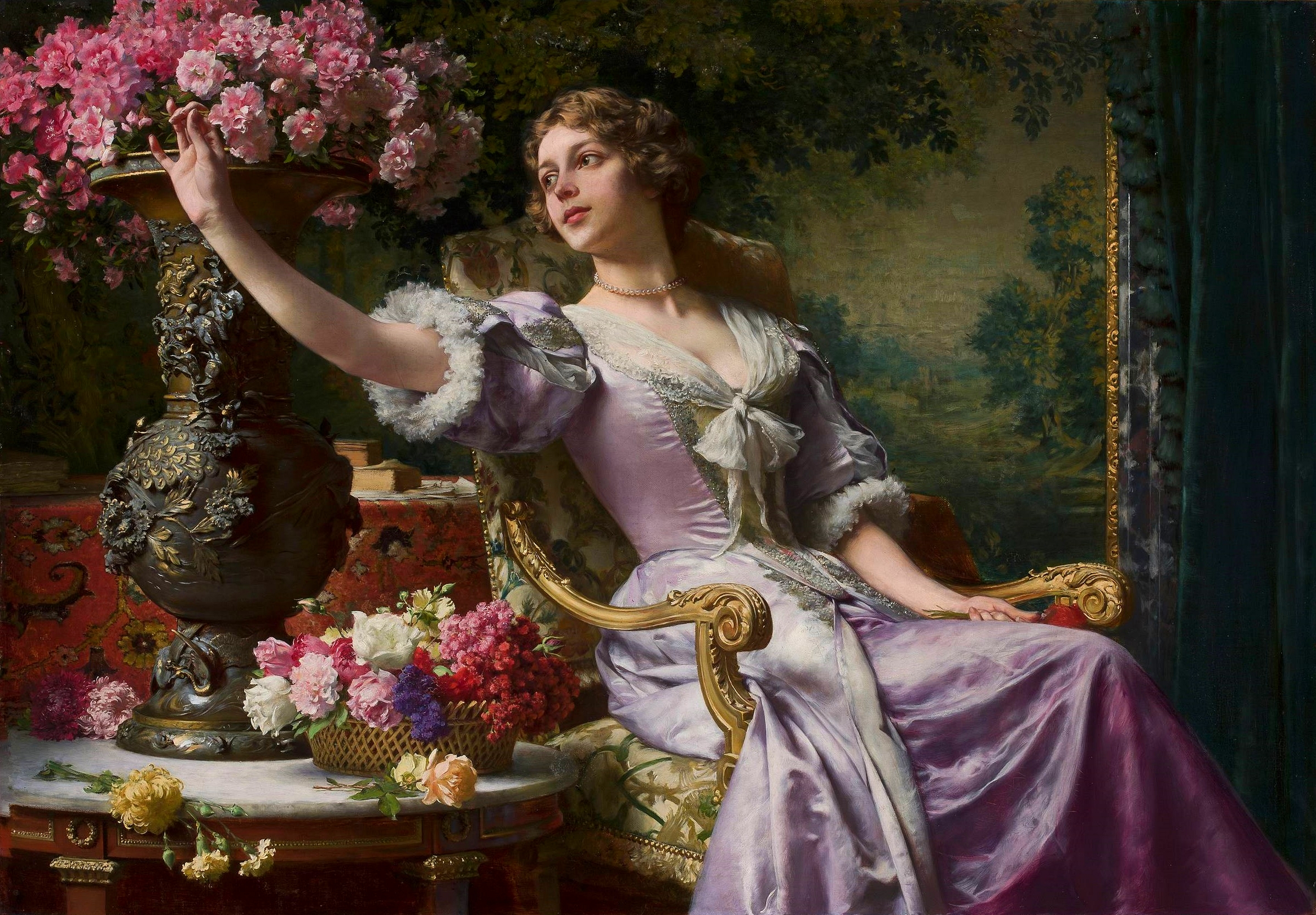
Una dama en un vestido lila con flores, 1903, Museo Nacional de Varsovia